# Martin Scorsese Presents the Blues: Jimi Hendrix
Martin Scorsese Presents the Blues: Jimi Hendrix kompilacijski je album američkog rock glazbenika Jimja Hendrixa, kojeg je 2003. godine objavila diskografska kuća MCA Records. 

## O albumu
Kompilacija je dio serijala Martina Scorsesea posvećenog povijesti blues glazbe. U svakoj od sedam epizoda redatelj istražuje različite faze razvoja bluesa. Serije je izvorno u Sjedinjenim Američkim Državama emitirala televizijska kuća PBS.
Kompilacija sadrži Hendrixova dva prethodno neobjavljena nastupa uključujući i pjesmu "Georgia Blues" (snimljenu 19. ožujka 1969. u New York's Record Plant studiju). Ove neobjavljene pjesme prethodno je snimio saksofonist Lonnie Youngblood kada se 1963. godine pridružio Hendrixu u studiju. Među prethodno neobjavljenim snimkama nalazi se i pjesma "Blue Window" koja je snimljena u ožujku 1969. godine u Merkur studiju u New Yorku. Pjesmu izvode Buddy Miles na bubnjevima, Duane Hitchings na orguljama, Bill Rich na bas-gitari te brass sekcija Tobie Wynn, James Tatum, Bobby Rock, Pete Carter i Tom Hall poznatiji kao Khalil Shaheed.
Pjesme "Red House" i "Voodoo Chile" Hendrixov su zaštitni znak te im je naglaska stavljen na dionice koje su na prethodnim izdanjima bile manjim dijelom zapostavljene. "Come On (Let the Good Times Roll)" (cover od američkog glazbenika Earla Kinga), jedina je na kompilaciji koja je snimljena u vrijeme dok je Hendrix još bio živ (album Electric Ladyland).
Kompilacija je privukla veću pažnju Hendrixovih kolekcionara, pogotovo iz razloga što se na njoj nalaze dvije prethodno neobjavljene pjesme, "Georgia Blues" (koja uključuje saksofonistu Lonnie Youngblood) i "Blue Window". Glazbeni suradnici na kompilaciji su Steve Winwood, Stephen Stills, Buddy Miles, Billy Cox i the Experienci.

## Popis pjesama
| Br. | Skladba                             | Autor | Trajanje |
| --- | ----------------------------------- | ----- | -------- |
| 1.  | »Red House«                         |       | 3:50     |
| 2.  | »Voodoo Chile«                      |       | 15:00    |
| 3.  | »Come On (Let the Good Times Roll)« |       | 4:09     |
| 4.  | »Georgia Blues«                     |       | 7:57     |
| 5.  | »Country Blues«                     |       | 8:26     |
| 6.  | »Hear My Train a Comin'«            |       | 6:57     |
| 7.  | »It's Too Bad«                      |       | 8:52     |
| 8.  | »My Friend«                         |       | 4:36     |
| 9.  | »Blue Window«                       |       | 12:51    |
| 10. | »Midnight Lightning«                |       | 3:06     |

## Izvođači
- Jimi Hendrix - električna gitara, vokal
- Mitch Mitchell, Jimmy Mayes, Buddy Miles - bubnjevi
- Noel Redding, Jack Casady, Hank Anderson, Billy Cox, Bill Rich - bas-gitara
- Lonnie Youngblood - vokal, saksofon
- Ken Pine - gitara (dvanaestica)
- Paul Caruso - usna harmonika
- Bobby Rock - tenor saksofon
- Tobie Wynn - bariton saksofon
- Tom Hall (Khalil Shaheed), Pete Carter - truba
- Stephen Stills - pianino
- Steve Winwood, John Winfield, Duane Hitchings - orgulje

## Vanjske poveznice
- Discogs - recenzija albuma